# Міттерскірхен
Міттерскірхен (нім. Mitterskirchen) — громада в Німеччині, розташована в землі Баварія. Підпорядковується адміністративному округу Нижня Баварія. Входить до складу району Ротталь-Інн.
Площа — 24,77 км2. Населення становить 2163 ос. (станом на 31 грудня 2020).